# Wijken en buurten in Menaldumadeel
De Nederlandse gemeente Menaldumadeel is voor statistische doeleinden onderverdeeld in wijken en buurten. De gemeente is verdeeld in de volgende statistische wijken:
- Wijk 00 Bouwhoek West (CBS-wijkcode:008300)
- Wijk 01 Greidhoek (CBS-wijkcode:008301)
- Wijk 02 Tuinbouwgebied (CBS-wijkcode:008302)
- Wijk 03 Bouwhoek Noord (CBS-wijkcode:008303)

Een statistische wijk kan bestaan uit meerdere buurten. Onderstaande tabel geeft de buurtindeling met kentallen volgens het Centraal Bureau voor de Statistiek (2008):
| CBS-buurtcode | Buurtnaam                        | Inwonertal | Opp. totaal (ha) | Opp. land (ha) | Ligging                |
| ------------- | -------------------------------- | ---------- | ---------------- | -------------- | ---------------------- |
| BU00830000    | Menaldum                         | 2330       | 114              | 111            | Locatie in de gemeente |
| BU00830001    | Dronrijp                         | 3200       | 214              | 207            | Locatie in de gemeente |
| BU00830002    | Schingen                         | 110        | 190              | 189            | Locatie in de gemeente |
| BU00830003    | Slappeterp                       | 80         | 232              | 231            | Locatie in de gemeente |
| BU00830008    | Verspreide huizen Menaldum       | 300        | 1219             | 1206           | Locatie in de gemeente |
| BU00830009    | Verspreide huizen Dronrijp       | 210        | 1408             | 1378           | Locatie in de gemeente |
| BU00830100    | Marssum                          | 960        | 60               | 60             | Locatie in de gemeente |
| BU00830101    | Deinum                           | 940        | 43               | 42             | Locatie in de gemeente |
| BU00830102    | Blessum                          | 70         | 201              | 199            | Locatie in de gemeente |
| BU00830103    | Boksum                           | 370        | 51               | 50             | Locatie in de gemeente |
| BU00830107    | Verspreide huizen Marssum        | 170        | 628              | 617            | Locatie in de gemeente |
| BU00830108    | Verspreide huizen Deinum         | 120        | 525              | 500            | Locatie in de gemeente |
| BU00830109    | Verspreide huizen Boksum         | 70         | 198              | 196            | Locatie in de gemeente |
| BU00830200    | Berlikum                         | 2280       | 127              | 124            | Locatie in de gemeente |
| BU00830201    | Wier                             | 200        | 130              | 130            | Locatie in de gemeente |
| BU00830209    | Verspreide huizen Berlikum       | 160        | 549              | 542            | Locatie in de gemeente |
| BU00830300    | Beetgum                          | 760        | 55               | 55             | Locatie in de gemeente |
| BU00830301    | Beetgumermolen                   | 840        | 102              | 102            | Locatie in de gemeente |
| BU00830302    | Engelum                          | 410        | 283              | 283            | Locatie in de gemeente |
| BU00830308    | Verspreide huizen Beetgum        | 80         | 258              | 258            | Locatie in de gemeente |
| BU00830309    | Verspreide huizen Beetgumermolen | 70         | 417              | 417            | Locatie in de gemeente |